# Fulvio Collovati
Fulvio Collovati (Teor, 1957. május 9. –) világbajnok olasz labdarúgó, hátvéd.

## Pályafutása

### Klubcsapatokban
Az Udine megyei Teorban született. Az AC Milan akadémiáján nevelkedett, a Serie A-ban szintén a rossoneri színeiben debütált az 1976-77-es szezonban, 11 meccset játszott, megnyerte a Coppa Italiát. A következő szezonban már többet játszott (25 meccsen 1 gól), de az ideje az 1978-79-es szezonban jött el, 27 meccsen játszott, nagy érdeme volt a scudetto megnyerésében. Ezenkívül nem sok öröme volt az AC Milannal, mert az 1979-80-as szezonban bunda miatt visszasorolták a klubot a másodosztályba. Más játékosokkal ellentétben Collovati követte a Milant a Serie B-be, 36 meccsen 2 gólt lőtt. A feljutás után az AC Milan meglepetésre újra kiesett, de ekkor már a válogatottba frissen behívott Collovati is távozott, ráadásul a városi rivális Inter Milanba igazolt.
Első nerazzurri-szezonjában (1982–83) 28 meccsen játszott. Az Interben a védelem bástyája volt, de 1986 szeptemberében visszatért gyerekkori városába, Udinébe, az Udinese Calcio csapatához, ahol csak 1 szezont töltött (20 meccs, 2 gól). Pályafutása két AS Roma- (1987–88 és 1988–89) és négy Genoa CFC-évvel (1989-90-től 1992-93-ig) ért véget, mindegyiket a Serie A-ban töltötte.

### A válogatottban
1979. február 24-én debütált az olasz labdarúgó-válogatottban a hollandok elleni 3–0-s győzelem alkalmával, először 1980. február 16-án talált be: a románok ellen 2–1-re megnyert hazai meccsen, összesen 50-szeres válogatott, 3 gólt lőtt. Collovati 8 világbajnoki selejtezőn játszott, az 1982-es labdarúgó-világbajnokság főszereplője volt, a Spanyolországban rendezett tornán Olaszország harmadszor bizonyult a világ legjobbjának.
2014-ben az olasz RAI adó szakértője.

## Sikerei, díjai
- Labdarúgó-világbajnokság: 1982
- Scudetto: AC Milan, 1979
- Mitropa-kupa: AC Milan, 1982
- Coppa Italia: AC Milan, 1977

## Fordítás
Ez a szócikk részben vagy egészben  a   Fulvio Collovati című angol Wikipédia-szócikk ezen változatának fordításán alapul.  Az eredeti cikk szerkesztőit annak laptörténete sorolja fel. Ez a jelzés csupán a megfogalmazás eredetét és a szerzői jogokat jelzi, nem szolgál a cikkben szereplő információk forrásmegjelöléseként.